# Rezonator z AFP

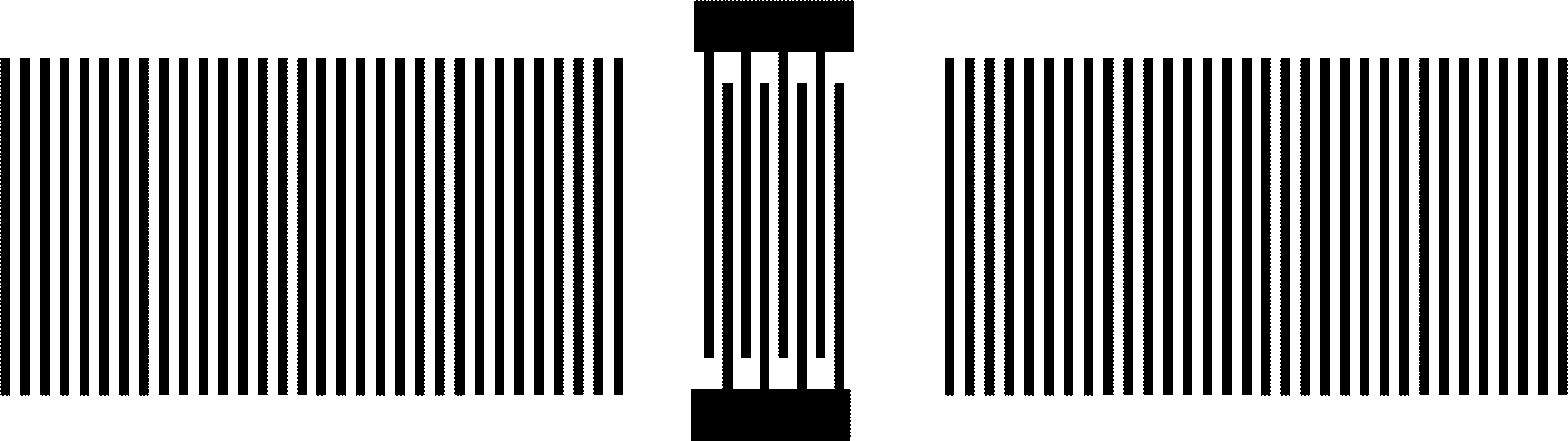
Jednoportowy rezonator z AFP

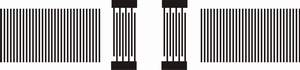
Dwuportowy rezonator z AFP

Rezonator z AFP – układ akustoelektroniczny z jednym (rezonator jednoportowy) bądź dwoma (rezonator dwuportowy) przetwornikami międzypalczastymi ulokowanymi wzdłuż toru propagacji akustycznej fali powierzchniowej (AFP), pomiędzy dwoma, na ogół symetrycznymi, strukturami odbijającymi AFP. Kształt charakterystyki częstotliwościowej rezonatora określony jest przez własności tych struktur. Ich rolę może pełnić dowolny periodyczny układ niejednorodności materiałowych lub geometrycznych powierzchni podłoża AFP. Najczęściej wykorzystuje się ulokowane poprzecznie do kierunku propagacji AFP szyki metalowych pasków lub rowków. Własności elektromechaniczne tego typu struktur można analizować m.in. metodą modów sprzężonych (ang. coupled of modes - COM). Rezonatory jednoportowe pracują zwykle w konfiguracji odbiciowej, zaś dwuportowe transmisyjnej.
Rezonatory z AFP mogą pracować na częstotliwościach od kilkudziesięciu MHz do nawet kilkunastu GHz i charakteryzują się dobrociami wewnętrznymi zwykle przekraczającymi 20000. 